# Mandeville-en-Bessin
Mandeville-en-Bessin – miejscowość i gmina we Francji, w regionie Normandia, w departamencie Calvados.
Według danych na rok 1990 gminę zamieszkiwały 262 osoby, a gęstość zaludnienia wynosiła 30 osób/km² (wśród 1815 gmin Dolnej Normandii Mandeville-en-Bessin plasuje się na 629. miejscu pod względem liczby ludności, natomiast pod względem powierzchni na miejscu 592.).